# Coscinasterias calamaria
Coscinasterias calamaria is een zeester uit de familie Asteriidae.
De wetenschappelijke naam van de soort werd in 1840 gepubliceerd door John Edward Gray.